# Antodynerus alboniger
Antodynerus alboniger är en stekelart som först beskrevs av Joseph Charles Bequaert 1918.  Antodynerus alboniger ingår i släktet Antodynerus och familjen Eumenidae. Inga underarter finns listade i Catalogue of Life.